# 塔什库尔干红其拉甫机场
塔什库尔干红其拉甫机场（維吾爾語：تاشقۇرغان قونجىراپ ئايروپورتى‎，拉丁维文：Tashqurghan qonjirap ayroporti）是中國一座军民合用机场。機場位于新疆维吾尔自治区喀什地区塔什库尔干塔吉克自治县，地处帕米尔高原西部，距喀什市约300公里，与巴基斯坦、阿富汗、塔吉克斯坦三国接壤，为中国民用航空局、新疆“十三五”重点机场建设项目之一。

## 機場設施
机场海拔3258.4米，飞行区等级为4C，跑道长度3800米，航站楼面积3005平方米，设有4个C类停机位，可满足年旅客吞吐量16万人次、货邮吞吐量400吨。是中国最西端的机场，新疆首个高高原机场，新疆第25座、海拔最高、跑道最长的民用运输机场，总投资16.3亿元人民币（约2.51亿美元）。

## 歷史
塔什库尔干红其拉甫机场于2020年4月26日开工建设，2022年5月19日完成实地验证试飞，6月9日通过工程行业验收，12月23日正式投入运营。

## 定期航点
| 航空公司     | 目的地         |
| ------------ | -------------- |
| 中国南方航空 | 乌鲁木齐、喀什 |
| 成都航空     | 喀什           |